# Гронцова, Сильвия
Сильвия Гронцова (словац. Silvia Hroncová; род. 22 июля 1964, Братислава) — словацкий театровед, менеджер культуры и государственный деятель. В прошлом — министр культуры Словацкой Республики (2023).

## Биография
Изучала эстетику и театроведение на театральном факультете Высшей школы исполнительского искусства и на философском факультете Университета имени Я. А. Коменского в Братиславе.
В 1999—2006 годах работала директором Театрального института (Divadelný ústav) министерства культуры Словакии. Стояла у истоков театрального фестиваля Nová dráma/New Drama, театральной площадки Štúdio 12.
В 2006–2009 годах работала генеральным директором Словацкого национального театра. Отвечала за завершение строительства, переезд из старого здания (ныне Театр имени Павола Орсага Гвездослава) и ввод в эксплуатацию нового здания театра, открытого 14 апреля 2007 года.
В 2009—2013 годах работала генеральным директором (CEO) кинопрокатной компании Film Europe Media Company. Стояла у истоков телеканала Film Europe Channel (ныне Film Europe и Film Europe+).
С августа 2013 года руководила двумя крупнейшими оперными театрами Чехии: Национальным театром в Праге и Пражской государственной оперой. Ушла в отставку в мае 2019 года после назначения художественным руководителем Национального театра норвежца Пера Бойе Хансена вместо Петра Кофроня.
Затем работала исполнительным директором кинопрокатной компании Film Europe Media Company и председателем совета директоров Креативного института Тренчин (Kreatívny inštitút Trenčín, CIT), который реализует проект «Культурная столица Европы Тренчин 2026».
15 мая 2023 года назначена главой министерства культуры Словакии в правительстве под руководством премьер-министра Людовита Одора. Правительство ушло в отставку 25 октября.